# Kelly Ward
Kelly Ward (ur. 17 listopada 1956 w San Diego) – amerykański aktor, reżyser, scenarzysta i producent telewizyjny i filmowy, także reżyser dubbingu seriali animowanych takich jak Klub przyjaciół Myszki Miki, Jake i piraci z Nibylandii czy Star Butterfly kontra siły zła.

## Filmografia

### Scenariusz
- 1993: Pewnego razu w lesie

## Reżyseria
- 1997–1998: 101 dalmatyńczyków

## Obsada aktorska
- 1976: The Boy in the Plastic Bubble jako Tom Schuster
- 1978: Grease jako Putzie
- 1978: Deadman's Curve (TV) jako Billy
- 1979: M*A*S*H jako Dave
- 1979: The Waltons jako Frank Thatcher
- 1980: Wielka czerwona jedynka jako Johnson
- 1983: Magnum jako Lou Blassingame
- 1984: Challenge of the GoBots jako Fitor

## Produkcja
- 1993: The Pink Panther